# Amalie Szigethy
Amalie Josephine Lytton Kejser Szigethy (født 21. august 1991 i Kokkedal, Hørsholm) er en dansk realitydeltager. Hun blev kendt da hun i 2010 deltog i realityprogrammet Paradise Hotel. I 2011 fik hun sin egen TV-serie Amalies Verden, som kørte over skærmen i tre sæsoner. Hun deltog i realityshowet Divaer i junglen i 2012 og i Luksusfælden fra 2014, og i 2016 fik hun igen sit eget realityprogram Amalies Baby i to sæsoner. I 2017 var hun med i realityprogrammet Forsidefruer.

## Karriere
Amalie deltog i Paradise Hotel sæson 6 i 2010. Derefter har hun været med i Fangerne på Fortet, Til middag hos, og hun har gennem tre sæsoner haft sit eget reality-show, Amalies Verden.
Amalie udgav debutalbummet I mine sko med singlerne "Du og Jeg" og "I mine sko" i november 2010. Albummet var produceret af Johnny Jam & Delgado. I mine sko gik ind på 24. pladsen på hitlisten og solgte 350 eksemplarer i den første uge. Ifølge Amalies manager var målet 5000 solgte eksemplarer i hele 2010.

## Privatliv
Hun er datter af Thomas Szigethy og Charlotte Lytton Kejser.
Szigethy er af ungarsk afstamning på farens side, og hendes mor stammer fra Hørsholm.
I 2015 målte psykologen Ole Kyed i forbindelse med optagelserne til programmet "Er du dum eller hvad?" hendes IQ til 75 "i grænselandet under normalen".
Amalie er mor til to døtre, Josephine og Hannah, som hun har sammen med Mikkel Skelskov.

### Anklager om vold
Natten til lørdag den 16. april 2011 skulle Amalie have været udsat for vold og sex-krænkelse af sin kæreste, Peter Birch. Ifølge anklagerne var hun indespærret i flere timer i en kælder i Studiestræde i København. Stylisten Kenny Aleksandr og en anden nabo skulle derfor have hjulpet Amalie Szigethy med slippe væk fra mishandlingen.
Den 17. april 2011 blev Peter Birch anmeldt af Amalie Szigethy for vold;. Amalie Szigethy trak dog alle anklagerne mod Peter Birch tilbage. Det skete den 23. september 2011 på den dag, hvor der faldt dom i sagen. Dommen mod Peter Birch lød på 40 dages betinget fængsel. Peter blev dog udelukkende dømt for halsgreb, da det ikke blev fundet bevist, at Peter havde fastholdt Amalie på en madras som påstået af Amalie. Peter Birch blev endvidere dømt til at betale sagsomkostningerne.
På dagen hvor dommen faldt mod Peter Birch udtalte Amalie Szigethy bl.a. om sine anklager mod Peter Birch til Ekstra Bladet: "Jeg var stadig bagstiv, da jeg blev afhørt af politiet. Og jeg overdrev rigtig meget. Peter har ikke rørt mig, og han har ikke taget kvælertag på mig. Det var noget jeg fandt på, fordi jeg var vred og fuld, forklarede Amalie i retten".
Straffen blev senere skærpet til ubetinget fængsel af Østre Landsret.

## Filmografi
| År          | Titel                                        | Kanal    | Programtype   |
| 2009        | Aqua D'or Natural Beauty Contest 2009        | TV3      | Konkurrence   |
| 2010        | Paradise Hotel: Sæson 6                      | TV3      | Reality       |
| 2010        | Fangerne på Fortet                           | TV3      | Reality       |
| 2010        | Til middag hos...                            | TV3      | Reality       |
| 2010 – 2012 | Amalies Verden                               | TV3      | Reality       |
| 2012        | Paradise Hotel: Sæson 8                      | TV3      | Reality       |
| 2011 – 2012 | Paradise After Dark                          | TV3      | Reality       |
| 2012        | Divaer i junglen                             | TV3      | Reality       |
| 2014        | Et ton cash                                  | TV3      | Reality       |
| 2014        | Luksusfælden                                 | TV3      | Reality       |
| 2015        | Er du dum eller hvad ?                       | DR2      | Dokumentar    |
| 2015        | Rædslernes nat                               | TV3      | Underholdning |
| 2016        | Amalies baby                                 | TV3      | Reality       |
| 2016        | Lillemand                                    | TV2 Zulu | TV-serie      |
| 2016        | Realitystjerner - Hævnen Er Sjov (Penthouse) | TV2 Zulu | Underholdning |
| 2017 – nu   | Forsidefruer                                 | TV3      | Reality       |
| 2018 – 2019 | Fruerne uden Filter                          | Viafree  | Reality       |
| 2019        | Til middag hos...                            | TV3      | Underholdning |
| 2020        | Fangerne på Fortet                           | TV3      | Reality       |

## Diskografi
Album
- I Mine Sko (2010)

Singler
- "Du og Jeg" (2010)
- "Den Jeg Er Nu" (2010)